# A Kínai Népköztársaság autonóm prefektúrái
Az autonóm prefektúra (kínai: 自治州, pinjin: Ce-csi-csou) Kína prefektúra szintű autonóm közigazgatási egységeinek egyik fajtája, ahol a lakosság több mint 50%-a etnikai kisebbséghez tartozik, vagy jelentős kisebbségi csoport vagy csoportok történelmi területe. Az összes autonóm prefektúrában a lakosság többségét a han kínaiak alkotják. Az autonóm prefektúrák hivatalos neve tartalmazza a régió legszámottevőbb kisebbségét, olykor kettőt, ritkábban hármat. Például a kazak prefektúra neve Kazak ce-csi-csou. Ahogy az összes többi prefektúra szintű egység, az autonóm prefektúrák is megye szintű egységekre vannak osztva. Ez alól egyetlen kivételt jelent az Ili kazak autonóm prefektúra, amely két önálló prefektúrát is tartalmaz. Kína alkotmánya értelmében az autonóm prefektúrákat nem lehet megszüntetni.

## Az autonóm prefektúrák listája
| Tartomány   | Név                   | Egyszerűsített kínai és pinjin                                                                         | Kisebbség        | Helyi név | Főváros                  |
| ----------- | --------------------- | --- | ---------------- | --- | ------------------------ |
| Kanszu      | Linhszia              | 临夏回族自治州 Lin-hszia huj-cu ce-csi-csou                                                            | Huj              | (a huj kínaiak beszélnek kínaiul) Hsziaoercsing: لٍشِا جُوِذُو ذِجِجِوْ | Linhszia                 |
| Kanszu      | Kannan                | 甘南藏族自治州 Kannan cang-cu ce-csi-csou                                                              | Tibeti           | tibeti: ཀན་ལྷོ་བོད་རིགས་རང་སྐྱོང་ཁུལ་ Kan-lho Bod-rigs rang-skyong-khul | Hocuo                    |
| Kujcsou     | Csientungnan          | 黔东南苗族侗族自治州 Csientungnan maio-cu tung-cu ce-csi-csou                                          | Miao és tung     | Hmong: Cheej Toob Naj Mioj Txhwj Toom Txhwj Txim Tsim Tsawb Tung: ? | Kajli                    |
| Kujcsou     | Csiennan              | 黔南布依族苗族自治州 Csiennan pu-ji-cu miao-cu ce-csi-csou                                             | puji és miao     | Puji: Qianfnanf Buxqyaix Buxyeeuz ziqziqzouy Hmong: Cheej Naj Pwm Yi Txhwj Mioj Txwj Txim Tsim Tsawb | Tujün                    |
| Kujcsou     | Csienhszinan          | 黔西南布依族苗族自治州 Csianhszinan Puj-cu miao-cu ce-csi-csou                                         | puji és miao     | Puji: Qianfxiynanf Buxqyaix Buxyeeuz Ziqziqzouy Hmong: Cheej Xyi Naj Pwm Yi Txhwj Mioj Txwj Txim Tsim Tsawb                                                                                                   | Hszingji                 |
| Hupej       | Ensi                  | 恩施土家族苗族自治州 Ēnshī Tǔjiāzú Miáozú ce-csi-csou                                                  | Tucsia és miao   | Tucsia: ? Hmong: EE Si Thws Ca Txhwj Mioj Txhwj Txim Tsim Tsawb | Ensi                     |
| Hunan       | Hszianghszi           | 湘西土家族苗族自治州 Hszianghszi tu-csia-cu miao-cu ce-csi-csou                                        | Tucsia és miao   | Tucsia: ? Hmong: Xyaa Xyi Thws Ca Txhwj Mioj Txhwj Txim Tsim Tsawb | Csisou                   |
| Csilin      | Jenpien               | 延边朝鲜族自治州 Jenpien csao-hszian-cu ce-csi-csou                                                    | Koreai           | Koreai: 연변 조선족 자치주 Jonbjon csoszondzsok csacshidzsu | Jencsi                   |
| Csinghaj    | Hajpej                | 海北藏族自治州 Hajpej cang-cu ce-csi-csou                                                              | Tibeti           | Tibeti: མཚོ་བྱང་བོད་རིགས་རང་སྐྱོང་ཁུལ་ Mtsho-byang Bod-rigs rang-skyong-khul | Hajjan megye             |
| Csinghaj    | Hainan                | 海南藏族自治州 Hajnan cang-cu ce-csi-csou                                                              | Tibeti           | Tibeti: མཚོ་ལྷོ་བོད་རིགས་རང་སྐྱོང་ཁུལ་ Mtsho-lho Bod-rigs rang-skyong-khul | Kungho megye             |
| Csinghaj    | Huangnan              | 黄南藏族自治州 Huángnán cang-cu ce-csi-csou                                                            | Tibeti           | Tibeti: རྨ་ལྷོ་བོད་རིགས་རང་སྐྱོང་ཁུལ་ Rma-lho Bod-rigs rang skyong khul | Tungzsen megye           |
| Csinghaj    | Golog                 | 果洛藏族自治州 Kuo-luo cang-cu ce-csi-csou                                                             | Tibeti           | Tibeti: མགོ་ལོག་བོད་རིགས་རང་སྐྱོང་ཁུལ་ Mgo-log Bod-rigs rang-skyong-khul | Macsin megye             |
| Csinghaj    | Jüsu                  | 玉树藏族自治州 Jü-su cang-cu ce-csi-csou                                                               | Tibeti           | Tibeti: ཡུལ་ཤུལ་བོད་རིགས་རང་སྐྱོང་ཁུལ་ Yul-shul Bod-rigs rang-skyong-khul | Jüsu                     |
| Csinghaj    | Hajhszi               | 海西蒙古族藏族自治州 Hajhszi meng-csü-cu cang-cu ce-csi-csou                                           | Mongol és tibeti | Mongol: ᠬᠠᠶᠢᠰᠢ ᠶᠢᠨ ᠮᠣᠩᠭᠣᠯ ᠲᠥᠪᠡᠳ ᠦᠨᠳᠦᠰᠦᠲᠡᠨ ᠦ ᠥᠪᠡᠷᠲᠡᠭᠡᠨ ᠵᠠᠰᠠᠬᠤ ᠵᠧᠦ Borotal a-yin mongγol ebereen öbertegen zasaqu ǰuu Tibeti: མཚོ་ནུབ་སོག་རིགས་ཆ་བོད་རིགས་རང་སྐྱོང་ཁུལ་ Mtsho-nub Sog-rigs dang Bod-rigs rang-skyong-khul | Delingha                 |
| Szecsuan    | Ngava                 | 阿坝藏族羌族自治州 Ābà cang-cu csiang-cu ce-csi-csou                                                   | Tibeti és csiang | Tibeti: རྔ་བ་བོད་རིགས་ཆ་བ༹ང་རིགས་རང་སྐྱོང་ཁུལ་ Rnga-ba Bod-rigs dang Chavang-rigs rang skyong khul csiang nyelv: Ggabba Shbea Rrmea nyujugvez zhou                                                                     | Barkam                   |
| Szecsuan    | Garzê                 | 甘孜藏族自治州 Kan-ce cang-cu ce-csi-csou                                                              | Tibeti           | Tibeti: དཀར་མཛེས་བོད་རིགས་རང་སྐྱོང་ཁུལ་ Dkar-mdzes Bod-rigs rang-skyong khul | Kangting                 |
| Szecsuan    | Liangshan             | 凉山彝族自治州 Liángshān ji-cu ce-csi-csou                                                             | Ji               | Ji: Niepsha Nuosu Zytjiejux dde Zho | Hszicsang                |
| Hszincsiang | Kizilszu              | 克孜勒苏柯尔克孜自治州 Kèzīlèsū Kē'ěrkèzī ce-csi-csou                                                  | Kirgiz           | Kirgiz: كىزىلسۋ كىزگىز اۆتونومييالى وبلاستى Kızılsuu Kırgız avtonom oblastı | Artux                    |
| Hszincsiang | Bortala               | 博尔塔拉蒙古自治州 Bó'ěrtǎlā meng-csü ce-csi-csou                                                      | Mongol           | Mongol: ᠪᠣᠷᠣᠲᠠᠯ᠎ᠠ ᠶᠢᠨ ᠮᠣᠩᠭᠣᠯ ᠥᠪᠡᠷᠲᠡᠭᠡᠨ ᠵᠠᠰᠠᠬᠤ ᠵᠧᠦ Borotala mongγol ebereen zasaqu ǰuu | Polö                     |
| Hszincsiang | Csangcsi              | 昌吉回族自治州 Csangcsi huj-cu ce-csi-csou                                                             | Huj              | (a huj emberek kínaiul beszélnek) Hsziaoercsing: چْاکِ خُوِذُوْ ذِجِجِوْ | Csangcsi                 |
| Hszincsiang | Bayingolin            | 巴音郭楞蒙古自治州 Bāyīnguōlèng meng-csü ce-csi-csou                                                   | Mongol           | Mongol: ᠪᠠᠶᠠᠨᠭᠣᠣᠯ ᠮᠣᠩᠭᠣᠯ ᠥᠪᠡᠷᠲᠡᠭᠡᠨ ᠵᠠᠰᠠᠬᠤ ᠵᠧᠦ Bayangol mongγol ebereen zasaqu ǰuu | Korla                    |
| Hszincsiang | Ili (Altaj) (Tacheng) | 伊犁哈萨克自治州 Ji-li haszakö ce-csi-csou (阿勒泰地区) (A-lö-taj ti-csü) (塔城地区) (Ta-cseng ti-csü) | Kazak            | Kazak: ىله قازاق اۆتونومىيالى وبلىسى İle Qazaq awtonomïyalıq oblısı (Kazak: ئالتاي ۋىلايىتى) (Altay aymağı) (Kazak: تارباعاتاي ايماعى) (Tarbağatay aymağı)                                                    | Jining (Altay) (Tacheng) |
| Jünnan      | Töhung                | 德宏傣族景颇族自治州 Déhóng taj-cu Jǐngpōzú ce-csi-csou                                                | Taj és csingpo   | Taj nüa - Cajva：Sikung Sam Zaizo Byumyu Yumsing Upkang Mau | Mang                     |
| Jünnan      | Nujiang               | 怒江傈僳族自治州 Nùjiāng li-szu-cu ce-csi-csou                                                         | Liszu            | liszu: Nolmut lisu shit jilqait guatshit zhou | Lusuj megye              |
| Jünnan      | Dêqên                 | 迪庆藏族自治州 Díqìng cang-cu ce-csi-csou                                                              | Tibeti           | Tibeti: བདེ་ཆེན་བོད་རིགས་རང་སྐྱོང་ཁུལ་ Bde-chen Bod-rigs rang-skyong khul | Sangrila                 |
| Jünnan      | Tali                  | 大理白族自治州 Tali paj-cu ce-csi-csou                                                                 | Paj              | Paj: Darl•lit Baif•cuf zirl•zirl•zox | Tali                     |
| Jünnan      | Csuhsziung            | 楚雄彝族自治州 Csuhsziung ji-cu ce-csi-csou                                                            | Ji               | Ji: ? ? Nuosu Zytjiejux dde Zho | Csuhsziung               |
| Jünnan      | Hungho                | 红河哈尼族彝族自治州 Hung-ho han-i-cu Yízú ce-csi-csou                                                 | Hani és ji       | Ji: ? ? Nuosu Zytjiejux dde Zho Hani: Haoqhoqzel | Mengce                   |
| Jünnan      | Vensan                | 文山壮族苗族自治州 Ven-san csuang-cu miao-cu ce-csi-csou                                               | Csuang és miao   | Csuang: Munzsanh Bouxcuengh Myauzcuz Swcicouh Hmung: Veej Sa Tsuaam Txhwj Mioj Txhwj Txim Tsim Tsawb | Vensan                   |
| Jünnan      | Hszisuangpanna        | 西双版纳傣族自治州 Hszisuangpanna taj-cu ce-csi-csou                                                   | Taj              | Taj lü: | Csinghung                |

## Az autonóm prefektúrák etnikai összetétele (2010)
Megjegyzés: * - második számú etnikai csoport
| Autonóm Prefectúra        | Létrehozás éve | Tartomány   | Fő etnikai csoport | %     | Más kisebbségek | %     | Han % | Teljes népesség |
| ------------------------- | -------------- | ----------- | ------------------ | ----- | --------------- | ----- | ----- | --------------- |
| Pajingolin prefektúra     | 1954           | Hszincsiang | mongol             | 3.40  | ujgur           | 31.83 | 59.29 | 1 323 028       |
| Bortala prefektúra        | 1954           | Hszincsiang | mongol             | 5.66  | ujgur           | 13.32 | 64.96 | 482 615         |
| Csangcsi prefektúra       | 1954           | Hszincsiang | huj                | 9.52  | kazak           | 9.33  | 75.31 | 1 412 844       |
| Csuhsziung prefektúra     | 1958           | Jünnan      | ji                 | 26.70 | liszu           | 1.98  | 66.94 | 2 615 109       |
| Tali prefektúra           | 1956           | Jünnan      | paj                | 32.19 | ji              | 13.02 | 50.69 | 3 525 706       |
| Töhung prefektúra         | 1953           | Jünnan      | taj                | 28.88 | csingpo*        | 11.09 | 51.93 | 1 124 432       |
| Dêqên prefektúra          | 1957           | Jünnan      | tibeti             | 32.36 | liszu           | 26.72 | 18.34 | 357 528         |
| Ensi prefektúra           | 1983           | Hupej       | tucsia             | 47.50 | miao*           | 5.01  | 45.32 | 3 976 081       |
| Kannan prefektúra         | 1953           | Kanszu      | tibeti             | 54.64 | huj             | 6.25  | 38.70 | 723 521         |
| Garzê prefektúra          | 1950           | Szecsuan    | tibeti             | 78.29 | ji              | 2.66  | 18.24 | 1 060 632       |
| Golog prefektúra          | 1954           | Csinghaj    | tibeti             | 91.86 | huj             | 0.96  | 6.57  | 173 541         |
| Hajpej prefektúra         | 1953           | Csinghaj    | tibeti             | 24.36 | huj             | 31.52 | 35.88 | 283 230         |
| Hajnan prefektúra         | 1953           | Csinghaj    | tibeti             | 66.31 | huj             | 6.84  | 24.84 | 446 849         |
| Hajhszi prefektúra        | 1954           | Csinghaj    | mongol             | 5.53  | tibeti*         | 10.93 | 66.01 | 390 743         |
| Hungho prefektúra         | 1957           | Jünnan      | hani               | 17.55 | ji*             | 23.19 | 42.85 | 4 408 699       |
| Huangnan prefektúra       | 1953           | Csinghaj    | tibeti             | 68.55 | mongol          | 13.98 | 6.08  | 254 033         |
| Ili prefektúra            | 1954           | Hszincsiang | kazak              | 21.53 | ujgur           | 26.88 | 35.22 | 2 814 980       |
| Kizilszu prefektúra       | 1954           | Hszincsiang | kirgiz             | 27.32 | ujgur           | 64.68 | 6.78  | 539 849         |
| Liangsan prefektúra       | 1952           | Szecsuan    | ji                 | 49.13 | tibeti          | 1.39  | 47.55 | 4 789 421       |
| Linhszia prefektúra       | 1956           | Kanszu      | huj                | 31.59 | tunghsziang     | 25.99 | 39.70 | 2 103 259       |
| Ngava prefektúra          | 1953           | Szecsuan    | tibeti             | 54.50 | csiang*         | 17.58 | 24.56 | 898 846         |
| Nucsiang prefektúra       | 1954           | Jünnan      | liszu              | 48.21 | paj             | 26.04 | 12.35 | 520 765         |
| Csientungnan prefektúra   | 1956           | Kujcsou     | miao               | 41.57 | tung*           | 29.02 | 21.73 | 4 535 015       |
| Csiennan prefektúra       | 1956           | Kujcsou     | puji               | 31.22 | miao*           | 12.69 | 44.84 | 4 037 887       |
| Csienhszinan prefektúra   | 1982           | Kujcsou     | puji               | 27.56 | miao*           | 7.08  | 60.62 | 3 398 147       |
| Vensan prefektúra         | 1958           | Jünnan      | miao               | 13.68 | csuang*         | 29.20 | 42.69 | 3 703 008       |
| Hszianghszi prefektúra    | 1957           | Hunan       | tucsia             | 42.73 | miao*           | 33.85 | 22.85 | 2 547 833       |
| Hszisuangpanna prefektúra | 1953           | Jünnan      | taj                | 27.89 | hani            | 19.01 | 30.03 | 942 844         |
| Jenpien prefektúra        | 1952           | Csilin      | koreai             | 32.45 | mandzsu         | 2.52  | 64.55 | 2 190 763       |
| Jüsu prefektúra           | 1951           | Csinghaj    | tibeti             | 96.49 | huj             | 0.22  | 3.09  | 373 427         |

## Kína korábbi autonóm prefektúrái
- Hajnan li és miao autonóm prefektúra (1952–1988) Kuangtung tartományban
- Csiencsiang tucsia és miao autonóm prefektúra (1997 előtt) Szecsuan tartományban

## Közigazgatási prefektúra szintű egységek, ahol a lakosság legalább 30%-ig etnikai kisebbségű
Az autonóm régiók prefektúra szintű egységeinek kivételével 2000-ben.
- Hopej: Csengtö (han - 55,32%, mandzsu - 39,87%)
- Liaoning: Penhszi (han - 66,84%, mandzsu - 30,22%), Tantung (han - 64,11%, mandzsu - 32,99%)
- Hunan: Csangcsiacsie (tucsia - 68,40%, han - 22,81%), Huajhua (han - 61,33%, tung - 17,42%, miao - 15,63%)
- Kujcsou: Ansun (han 61,6%, puji - 16,92%, miao - 14,27%), Tungzsen (tucsia - 37,81%, han - 31,76%, miao - 14,87%, tung - 11,41%)
- Jünnan: Jühszi (han - 68,18%, ji - 19,32%), Puer (han - 40,92%, hani - 16,98%, ji - 16,58%, lahu - 11,47%), Licsiang (han - 42,71%, nahszi 20,51%, ji - 18,68%, liszu - 9,62%), Lincang (han - 61,22%, taj - 15,77%, lahu és va - 9,76%)
- Csinghaj: Hajtung (han - 56,33%, huj - 20,38%, tibeti - 9,2%, tu - 8,06%)